# دهستان دومک
دهستان دومک نام دهستانی در بخش نصرت‌آباد شهرستان زاهدان، استان سیستان و بلوچستان در ایران است. براساس سرشماری مرکز آمار ایران در سال ۱۳۸۵، جمعیت آن ۶۷۴۶ نفر (۱۲۸۶ خانوار) بوده‌است.